# Валла, Требизонда
Требисонда (Ондина) Валла (итал. Trebisonda (Ondina) Valla; 20 мая 1916, Болонья — 16 октября 2006, Л’Акуила) — итальянская легкоатлетка, первая итальянка, завоевавшей золотую олимпийскую награду. Добилась победы в финальном забеге на 80 метров с барьерами на летних Олимпийских играх 1936 года в Берлине.

## Биография

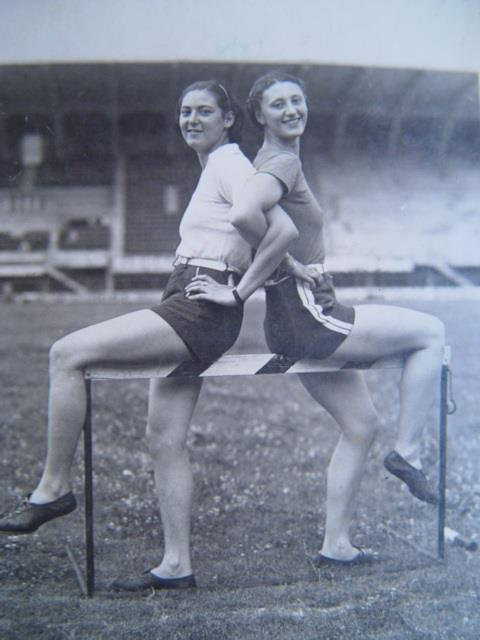
Одина Валла (справа) со своей извечной соперницей и соотечественницей Клаудией Тестони

Родилась в Болонье в 1916 году, свое необычное имя получила в честь турецкого города Трабзон (Требизонда по- итальянски), ее отец считал Трабзон одним из самых красивых городов в мире. Она была младшей дочерью в семье, и имела четырех старших братьев. Ее прозвали «Ондина», что в переводе с итальянского означает «маленькая волна».
Ондина Валла выделялась своей индивидуальностью и спортивным талантом уже в молодости. Она конкурировала с Клаудией Тестони на школьных чемпионатах в их родном городе, и они оставались противниками до конца своей карьеры. В возрасте 13 лет Ондина Валла уже считалась одной из лучших спортсменок Италии. В следующем году она стала чемпионкой страны и приглашена в национальную сборную.
Являлась универсальной спортсменкой, способной показывать хорошие результаты в различных дисциплинах: спринтерских забегах, забегах с барьерами и прыжках. Вскоре, она стала фавориткой и любимицей у всех итальянских поклонников спорта. Для фашистского режима страны она была идеальной иконой — символом здоровой, сильной национальной молодежи. СМИ нарекли ее  — «солнце в улыбке».
Ее самым важным спортивным достижением стала золотая медаль в забеге на 80 метров с барьерами на летних Олимпийских играх 1936 года в Берлине. 5 августа она выиграла полуфинал с результатом 11.6 сек, установив тем самым, новый мировой рекорд. На следующий день она победила в финальном забеге. 
Это был напряженный забег четырех финалистов. В победе Валлы не было никаких сомнений, но для определения серебряного и бронзового медалиста потребовался фотофиниш. Главная соперница Валлы, соотечественница Клаудия Тестони, финишировала четвертой и осталась без медали. Валла и Тестони также были членами итальянской эстафетной команды 4×100 метров которая заняла четвертое место на играх.
Победа Валлы была важна для фашистского режима, и враждебность многих фашистских лидеров к участию женщин в спортивных соревнованиях стала уменьшаться. Муссолини использовал победу итальянского спортсмена для пропаганды, как демонстрацию силы Италии.
После этих Олимпийских игр Ондина Валла была вынуждена сократить свое участие в соревнованиях из-за проблем со спиной. Тем не менее, она все еще продолжала соревноваться до начала 1940-х годов.
После завершения спортивной карьеры вышла замуж. В 1978 году пережила кражу олимпийской берлинской золотой медали. В 1984 году Примо Небиоло, тогдашний президент Итальянской федерации легкой атлетики, передал ей репродукцию украденной медали.
Скончалась 16 октября 2006 года.

## Мировой рекорд
- 80 метров с барьерами: 11,6 (Берлин , 5 августа 1936 г.)[5]

## Национальные титулы
Ондина Валла выиграла чемпионат Италии по легкой атлетике (только индивидуальные забеги) 16 раз в разных дисциплинах:
- 1 победа в 60 метрах (1932)
- 2 победы в 100 метрах (1933, 1936)
- 6 побед в беге на 80 метров (1930, 1931, 1932, 1933, 1934, 1937)
- 5 побед в прыжках в высоту (1930, 1931, 1933, 1937, 1940)
- 1 победа в прыжках в высоту (1930)
- 1 победа в пятиборье (1935)